# Pulpit

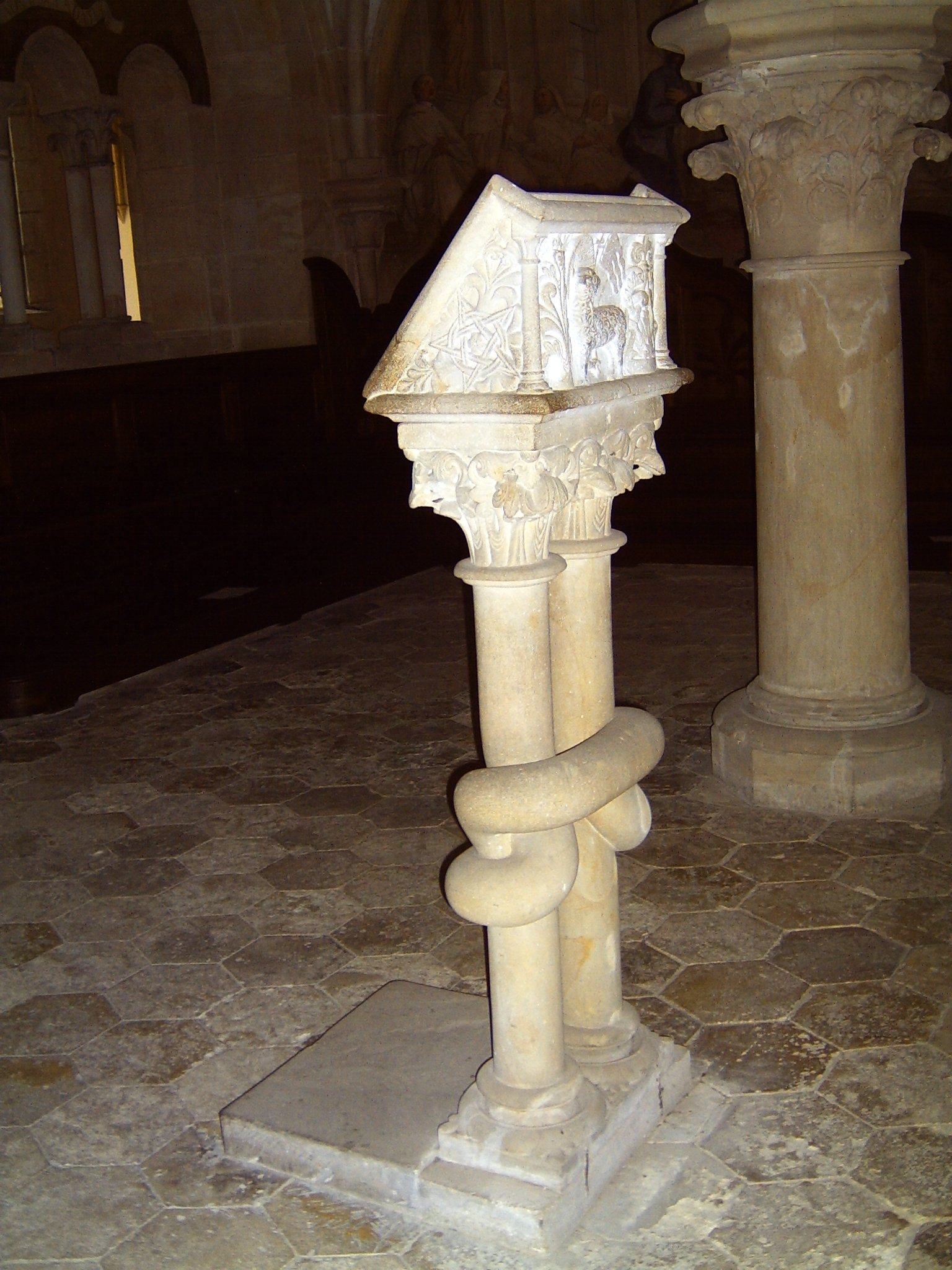
Raně gotický pulpit v kapitulní síni cisterciáckého kláštera v Oseku

Pulpit (z latinského pulpitum) je řečnický nebo čtecí pult: v křesťanském kostele patří k vybavení pro liturgii a může mít různé umístění a podoby.

## Typy
- Stojan se šikmou deskou, položený na oltářní mensu, na nějž se při bohoslužbě pokládá liturgická kniha, (zejména misál nebo lekcionář), aby měl vhodný sklon pro čtení.
- samostatně stojící pult na noze, stojí v kněžišti na evangelní straně a při bohoslužbě se u něj předčítá z evangelia; může mít různou dekorativní podobu, například podstavec ve tvaru sloupu či sloupů nebo figury orla (emblému sv. Jana Evangelisty).
- Kazatelna nebo jen její řečniště
- Čtecí pult, užívaný v klášteře v refektáři nebo v kapitulní síni pro knihu, ze které se během jídla nebo konání kapituly předčítá komunitě. Významný raně gotický pulpit stojí např. v kapitulní síni cisterciáckého kláštera v Oseku).